# Middeleeuwse filosofie

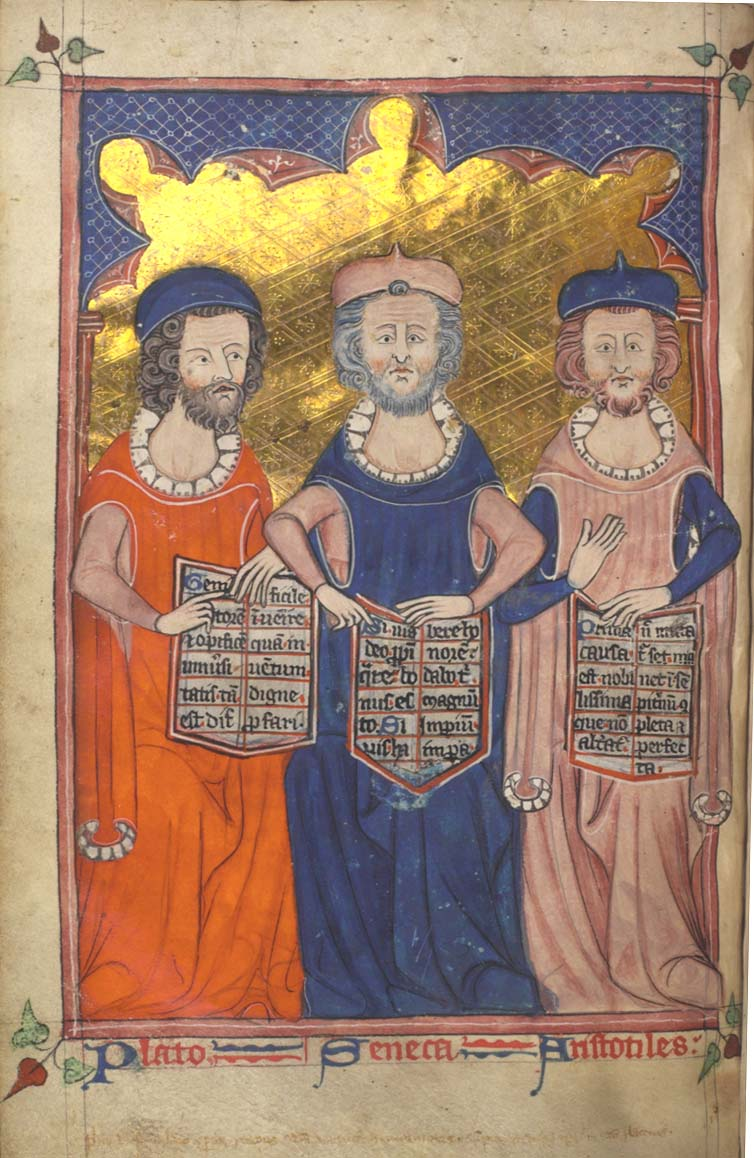
De erfenis van de antieke filosofie in de middeleeuwen: Plato, Seneca en Aristoteles. Miniatuur uit een middeleeuws manuscript geschreven rond 1325-1335 (MS Hunter 231 (U.3.4), pagina 276.

De middeleeuwse filosofie is de periode uit de westerse filosofie gedurende de middeleeuwen, na de klassieke filosofie en vóór de moderne filosofie. Ze omvat ruwweg de periode tussen de 4e en 15e eeuw. Dit artikel gaat in hoofdzaak over de westerse filosofie. De islamitische en joodse filosofie uit deze periode worden apart behandeld, ook al is er zeker sprake van wederzijdse beïnvloeding en gemeenschappelijke bronnen.

## Algemeen
In de middeleeuwen was filosofie nauw verbonden met het christelijk denken en met de theologie in het bijzonder, die geheel centraal stond. Met Plotinus (3e eeuw) was de creatieve periode van de Griekse filosofie tot een einde gekomen. Een eeuw later zouden christelijke denkers als Sint Ambrosius (339–397), Gaius Marius Victorinus (4e eeuw) en Sint Augustinus (354–430) het neoplatonisme assimileren in de christelijke doctrine met de bedoeling een rationele interpretatie te geven van het geloof. In 529 sloot keizer Justinianus I de filosofische scholen in Athene, waarmee er een hoofdstuk in de geschiedenis van de filosofie werd afgesloten.
De middeleeuwse filosofie werd dus geboren door het samenvloeien van het christendom met de Griekse, en in mindere mate met de Romeinse filosofie. Dit 'huwelijk' tussen geloof en rede zou als belangrijkste filosofie van het westen onbetwist standhouden tot aan het einde van de middeleeuwen, waarna rationalistische filosofen als Francis Bacon (1561–1626) en René Descartes (1596–1650) met de scheiding tussen rede en geloof het tijdperk van de moderne filosofie inluidden.

## Het probleem van de periodisering
Een probleem waarmee historici steeds te maken krijgen, is om het onderling eens te raken over het vastleggen van de grenzen van de grote tijdsperiodes. Wanneer beginnen de middeleeuwen, wanneer eindigen ze? De benaming middeleeuwen werd om te beginnen al gegeven door onderzoekers uit de renaissance, om de periode aan te duiden die viel tussen de val van het Romeinse rijk (4e, 5e eeuw) en de 15e eeuw. Ondanks dat het dus ging om een periode van meer dan duizend jaar, werd op deze middeleeuwen en de middeleeuwse filosofie neergekeken als een periode van verval die na de grote Griekse en Romeinse denkers volgde. Intussen is dat beeld wel wat genuanceerder geworden, en krijgen figuren als Augustinus, Duns Scotus en Thomas van Aquino hun plaats binnen de ontwikkeling van de westerse filosofie. Ook de indeling in ‘vroege middeleeuwen’, ‘hoge middeleeuwen’ en ‘late middeleeuwen’ is niet onproblematisch, zeker als je bij het plaatsen van filosofen in een bepaald tijdperk ideologische overwegingen laat meetellen. Zo laten Henry (1967), MacDonald en Norman Kretzmann (1998) de filosofie van de vroege middeleeuwen beginnen met Augustinus (354–430), terwijl Frederick Copleston (1950) en Étienne Gilson(1955) deze periode met de patristiek (de kerkvaders) laten aanvangen. Het is uiteindelijk het meest praktisch de gebruikelijke periodisering te hanteren: de middeleeuwen beslaan de periode tussen 500 en 1500. 'Middeleeuws' heeft dan slechts chronologische betekenis: een 'middeleeuws filosoof' leefde in de middeleeuwen, los van de ideologische vraag of zijn leer inhoudelijk al dan niet als 'middeleeuws' bestempeld dient te worden. Een filosoof die zijn bloeiperiode omstreeks 980 had, behoort dan tot de vroege middeleeuwen, ook als zijn werk inhoudelijk eerder aansluit bij een latere periode.

## Het karakter van de middeleeuwse filosofie

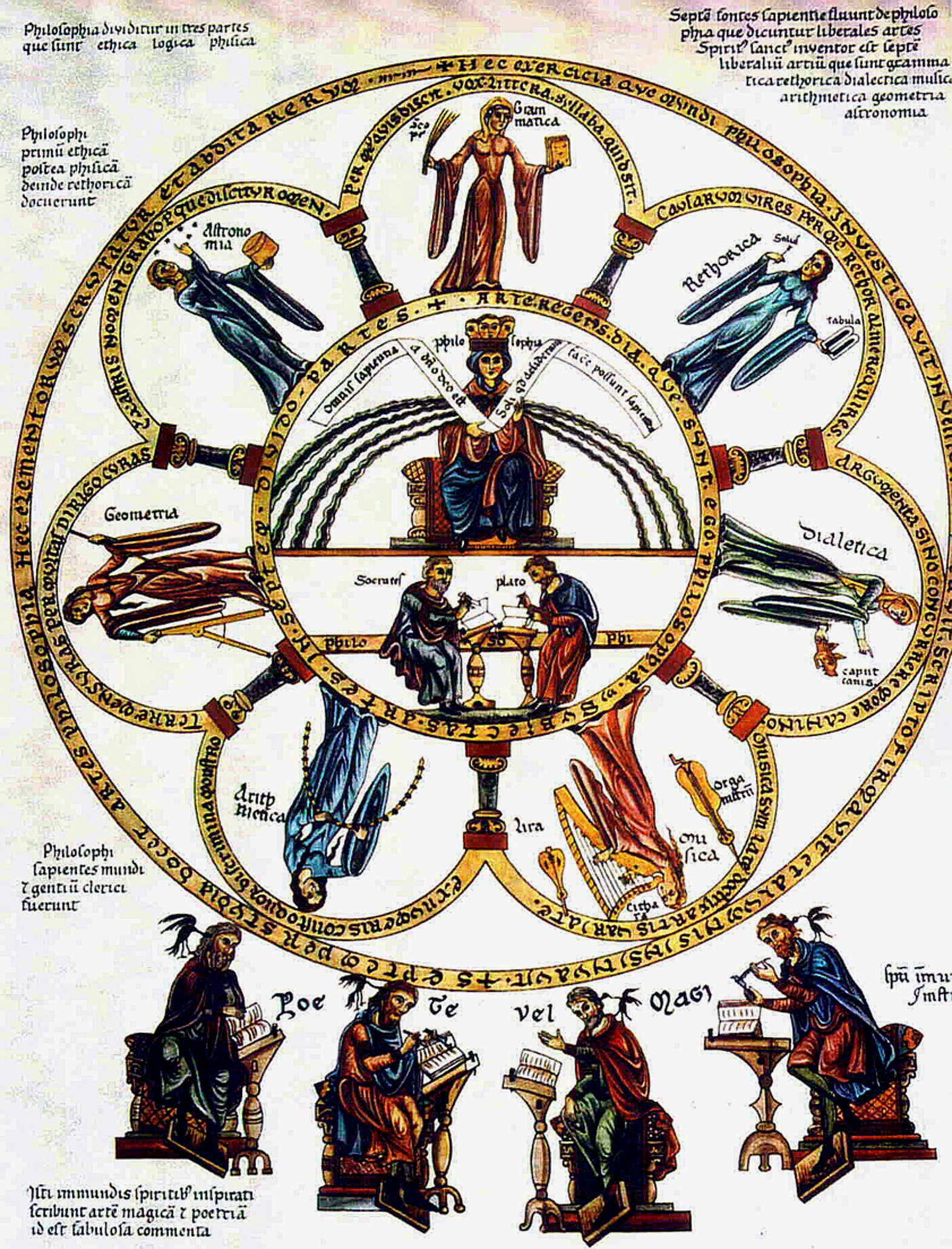
Herrad-von-Landsberg Hortus-delicarium (1180) - De zeven kunsten, met filosofie in het centrum.

Wat is nu het wezenlijke van de middeleeuwse filosofie? Wat kunnen we van haar verwachten? Paul Vincent Spade zegt het zo::
«Here is a recipe for producing medieval philosophy: Combine classical pagan philosophy, mainly Greek but also in its Roman versions, with the new Christian religion. Season with a variety of flavorings from the Jewish and Islamic intellectual heritages. Stir and simmer for 1300 years or more, until done.»
(Vertaling): «"Hier is het recept om middeleeuwse filosofie te bereiden: combineer de klassieke heidense filosofie – vooral Grieks maar ook de Romeinse versie ervan – met de nieuwe christelijke religie. Breng het op smaak met het joodse en islamitische intellectuele erfgoed. Goed roeren en laten sudderen gedurende 1300 jaar of meer, tot het klaar is."»
Middeleeuwse filosofie is in hoofdzaak theologisch georiënteerd, mede door het belang dat wordt gehecht aan het debat over geloof versus rede. Avicenna en Averroes waren meer geneigd de rede te benadrukken, terwijl Augustinus en Anselmus van Canterbury beiden geloofden in het primaat van het geloof. Augustinus, bijvoorbeeld, zag de oplossing van het geloof-rede probleem in 1) geloven en daarna 2) trachten te begrijpen. Vandaar dat we in de geschriften van middeleeuwse auteurs heel wat ideeën van oude filosofen aantreffen die zij in de eerste plaats aanwenden om moeilijke geloofskwesties aan te pakken. Thomas van Aquino streefde naar een harmonieus samengaan van geloof en rede. Sommigen zien hem uitsluitend als theoloog, terwijl anderen het daarmee oneens zijn. Hij noemde filosofie ancilla theologiae, de dienstmeid van de theologie. Aan de andere kant zegt hij ook dat theologie de wegwijzer van de filosofie is. Hij schrijft dat filosofie en theologie in harmonie zijn, omdat beide geschapen zijn door God. Als iemands filosofie dus in conflict kwam met de theologie, dan had hij een fout gemaakt. Die filosoof moest dan herbeginnen om op zoek te gaan waar hij precies fout was gegaan. Op die manier is er sprake van een elkaar wederzijds beïnvloedende relatie tussen filosofie en theologie.
In het algemeen zijn er drie kenmerken die het middeleeuwse denken karakteriseren:
1. Het gebruik van logica, dialectiek en analyse om de waarheid te achterhalen: het principe van de redelijke argumentatie of ratio.
2. De eerbied voor de inzichten van de oude filosofen, in het bijzonder voor Aristoteles en Plato, al was de invloed van de eerste tot ongeveer de 12e eeuw beperkt tot de invloed die via de neoplatonisten de middeleeuwen bereikte en werd Aristoteles zelf eigenlijk niet gelezen. Daarbij kwam een groot ontzag voor hun autoriteit: het principe van auctoritas.
3. De taak om de inzichten van de filosofie in overeenstemming te brengen met de theologische doctrines, ofwel het principe van concordia. Dit laatste was het belangrijkste. Wanneer een middeleeuwse filosoof bijvoorbeeld de waarheid meende te hebben aangetoond van een propositie die in strijd was met een onderdeel van het christelijke geloof, moest hij toegeven dat hij zich vergist had; geloofsvragen werden dus verondersteld buiten het bereik van de filosofie te liggen. In vorm werden de klassieke platoonse ideeënprincipes en de scholastiek die als school gedurende heel de middeleeuwen een bloeiperiode kende gevolgd.

In de middeleeuwen bestonden disciplines als de natuurwetenschappen en de psychologie al in een zeer primitieve vorm, maar zij werden gerekend tot de filosofie.

## Overlevering van teksten
De middeleeuwse filosofie is zoals gezegd een soort symbiose aangegaan met de antieke Griekse filosofie. Langs welke kanalen en door welke personen zijn deze teksten van Plato, Aristoteles en zovele anderen eeuwen later overgeleverd aan de kerkvaders en hun navolgers?
1. Boëthius (480- 524) Een van de belangrijkste kanalen langs dewelke het Griekse filosofische denken werd doorgegeven, is zonder meer Boëthius. Hij begon alle filosofische werken van de Grieken in het Latijn te vertalen, maar kon zijn werk niet voltooien doordat Theodorik, de koning van de Oostgoten, hem ter dood liet brengen. Dankzij Boëthius' vertalingen van Aristoteles maakten de middeleeuwers kennis met de beginselen van de Aristoteliaanse logica.
2. De neoplatoonse filosofie bereikte de middeleeuwen dankzij Griekse kerkvaders, met name Origenes (ca.185 – ca.254), Sint Gregorius van Nyssa (ca.335– ca.394), Nemesius van Emesa (bloeitijd 4e eeuw), Pseudo-Dionysius de Areopagiet (bloeitijd ca. 500), en Sint Maximus de Belijder (ca. 580–662). Van deze Griekse theologen vertaalde Johannes Scotus (810 – ca. 877) aan het hof van Karel de Kale enkele geschriften naar het Latijn.
3. Vanaf de twaalfde eeuw kwamen alle teksten van Aristoteles beschikbaar in Latijnse vertaling[4] De kennisname met Aristoteles’ methodiek luidde de overgang in naar de scholastiek, gekenmerkt door een verdere ontwikkeling van Aristoteles’ onderzoeksmethode en discussietechnieken.
4. De vertaling van de Arabische teksten – in de 12e en 13e eeuw - van onder meer Avicenna (980–1037)[5] en Averroes (1126–98)[6] bracht samen met de vertaling van Griekse auteurs een ware kennisexplosie teweeg in West-Europa.

## Kritiek op de middeleeuwse filosofie
Vanaf de 16e en vooral de 17e eeuw verloor de scholastiek als filosofische methode veel terrein ten voordele van de methode van experimentele waarneming van de fysieke werkelijkheid. Met name de zaak Galileo bracht de scholastiek in diskrediet. Het bracht René Descartes ertoe om zijn ‘oude leermeesters’ in de filosofie en de leer van Aristoteles te bekritiseren. Descartes bedacht zijn cogito ergo sum en stelde een classificatie van de kennis voor, waarbij hij filosofie en wetenschappen vermengde in zijn De Beginselen van de Filosofie (1644)
De kritiek op de scholastiek bereikte een hoogtepunt in de 19e eeuw, toen Auguste Comte zich in zijn filosofie van de metafysica afkeerde.
De filosofie van Aristoteles werd verworpen op grond van twee redenen:
1. Het geocentrisme
2. Het principe van beweging, waar Aristoteles vooral in verband met zijn ethiek over sprak, en het eerder als filosofisch dan als fysisch concept opvatte.[7]

In Frankrijk zou Aristoteles zelfs uit de schoolboeken over filosofie en geschiedenis van de wetenschappen verdwijnen tot het uitbreken van de Tweede Wereldoorlog.

## Belangrijkste stromingen
Soms wordt de middeleeuwse filosofie gelijkgesteld aan de scholastiek, maar hiervan kan de patristiek worden onderscheiden. De belangrijkste filosofen uit deze stromingen in dit filosofische tijdperk zijn:

### Patristiek filosofen
Een aantal van de zogenaamde kerkvaders waren werkelijk bisschoppen of priesters, maar in het algemeen bedoelen we met kerkvaders alle schrijvers die van de tweede tot de zevende eeuw schreven en leerden over de christelijke geloofsleer. De bekendste onder hen is Augustinus. Zij waren in het algemeen niet zo vertrouwd met het werk van Aristoteles, maar wel met de platoonse filosofie en het neoplatonisme dat in hun tijd de overheersende filosofie was en waarin zij raakpunten vonden met de christelijke leer. De term 'patristiek' ontstond in 1800 en duidt op de theologie die zich bezighoudt met de leer van de kerkvaders.
Op chronologische volgorde:

##### Klassieke oudheid
- Tertullianus (160 - 230)
- Origenes (185 - 253)
- Arius (256 - 336)
- Athanasius (295 - 373)

##### Vroege middeleeuwen
- Augustinus (354 - 430)
- Boëthius (480 - 525)

### Scholastieke filosofen
Pas midden dertiende eeuw waren de meeste teksten van Aristoteles en andere schrijvers en filosofen uit de oudheid vertaald naar het Latijn, onder andere door Willem van Moerbeke. Geïnspireerd door de neoplatoonse filosofie en later vooral door Aristoteles, onderwezen de academici aan de universiteiten de methode van de scholastiek. Onder hen was Thomas van Aquino de bekendste.

##### Vroege middeleeuwen
- Johannes Scotus, bijgenaamd Eriugena (810–877)

##### Hoge middeleeuwen
- Anselmus van Canterbury (1033–1109)
- Petrus Abaelardus (1079–1142)
- Petrus Lombardus (1095–1160)

##### Late middeleeuwen
- Albertus Magnus (1200–1280)
- Ramon Llull (1232/1233 - 1315/1316)
- Bonaventura (1221–1274)
- Thomas van Aquino (1225–1274)
- Siger van Brabant (1240–1280)
- Roger Bacon (overl. 1292)
- Dietrich van Freiberg (1250-1320)
- Meester Eckhart (1260–1328)
- Johannes Duns Scotus (1266–1308)
- Willem van Ockham (1288–1347)
- Marsilius van Padua (overl.1342/3)
- Nicolaas van Cusa (1401-1464)